# Irakli Kakabadze
Irakli Kakabadze   (10 de maig de 1969) (georgià: ირაკლი კაკაბაძე) és un escriptor georgià, artista i activista per la pau i els drets humans. El 2009 li van atorgar el Premi de Llibertat d'Expressió d'Oxfam/Novib PEN. Els seus articles i històries han estat publicats en revistes i diaris georgians, russos i anglesos. El 2007 va rebre la beca Lilian Hellman/Hammett de Human Rights Watch. De 2008 a 2012, Kakabadze va estar a Ithaca, NY, on va desenvolupar un mètode nou d'integrar actuant arts i ciències socials, anomenat "Rethinking Tragedy" o "Transformative Performance." Kakabadze també ha iniciat un estil d'actuació multilingüístic i multinarratiu,anomenat "Discurs Polifònic".
Entre el 2016 i el 2017, és l'escriptor convidat pel PEN Català i l'Ajuntament de Barcelona dins el Programa Escriptor Acollit.